# Station Kraftsdorf
Station Kraftsdorf is een spoorwegstation in de Duitse plaats Kraftsdorf in het oosten van de deelstaat Thüringen.  Het station werd in 1876 geopend aan de spoorlijn Weimar - Gera.